# César Miguel Rondón
César Miguel Rondón (Cidade do México, 18 de novembro de 1953) é um escritor, jornalista, locutor e produtor executivo venezuelano. Iniciou sua carreira como crítico da revista Summa, em 1972, mais tarde ingressou em El Globo e Séptimo día.
Adaptou seus textos em telenovelas e minisséries venezuelanas, tais como em Ligia Elena, Las amazonas e Niña bonita. Ainda, recebeu os prêmios Nacional del Cine, Nacional Casa del Artista e Venus de la Prensa.